# Chrysoperla carnea
Chrysoperla carnea är en insektsart som först beskrevs av Stephens 1836.  Chrysoperla carnea ingår i släktet Chrysoperla och familjen guldögonsländor. Arten är reproducerande i Sverige. Inga underarter finns listade i Catalogue of Life.

## Bildgalleri

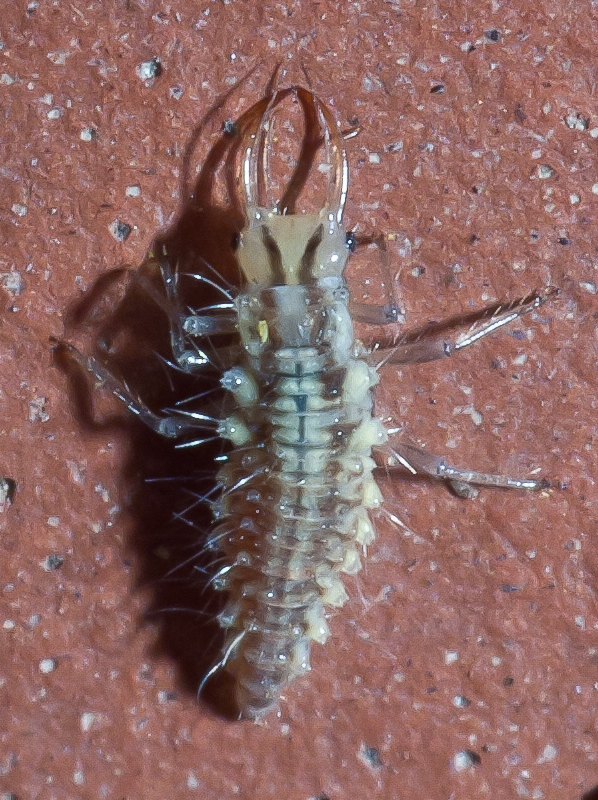
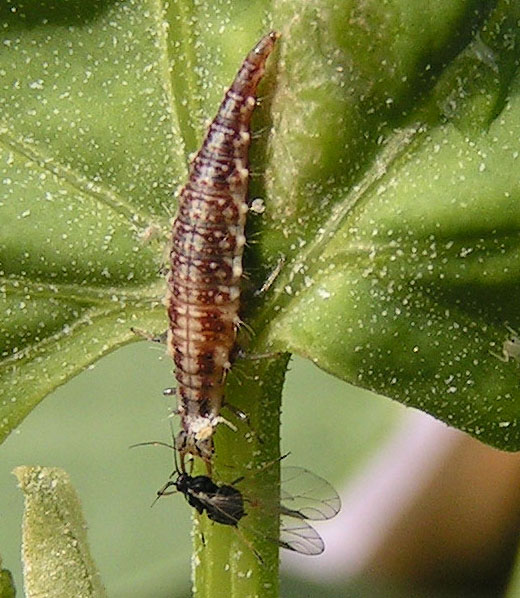
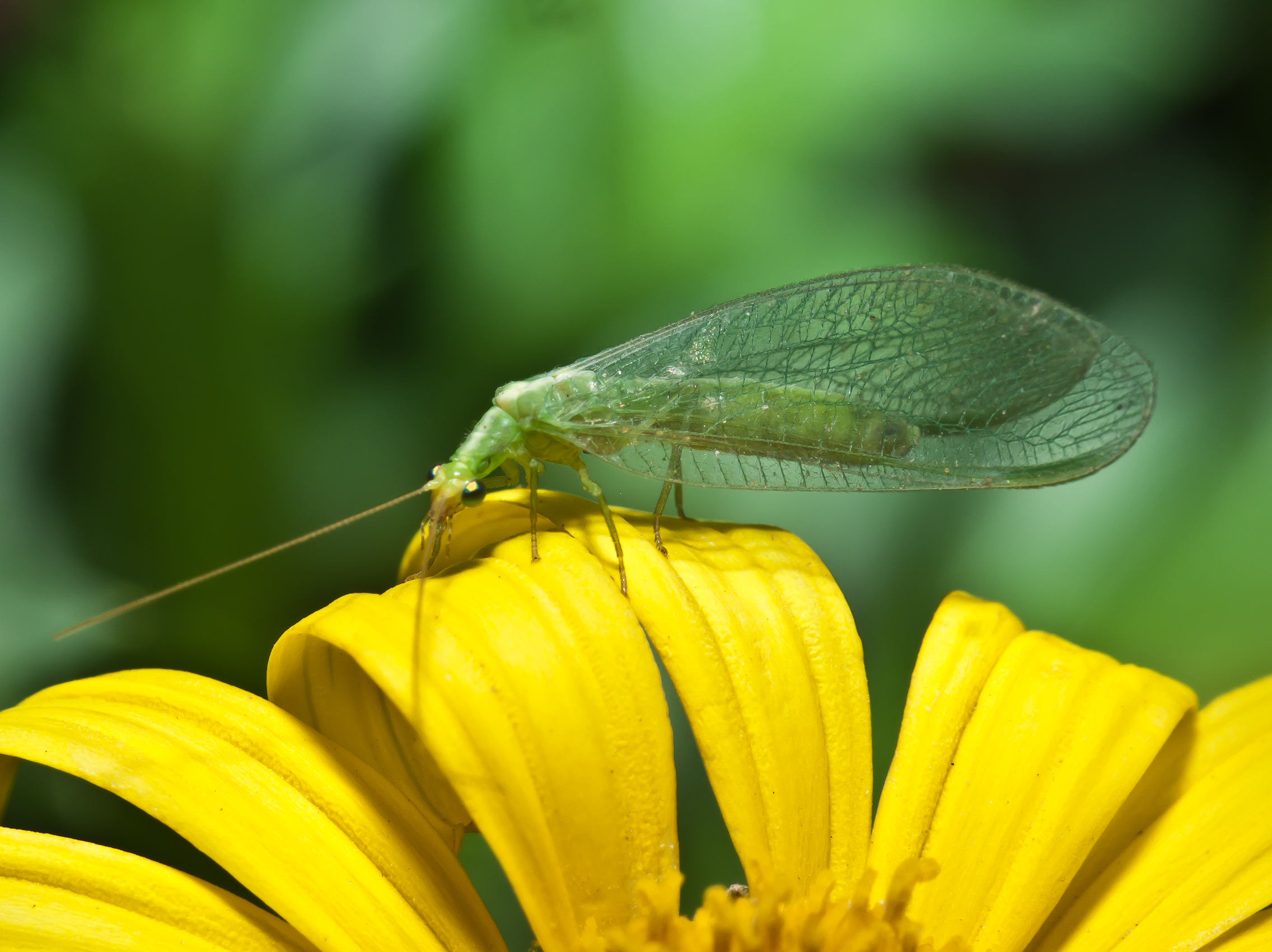
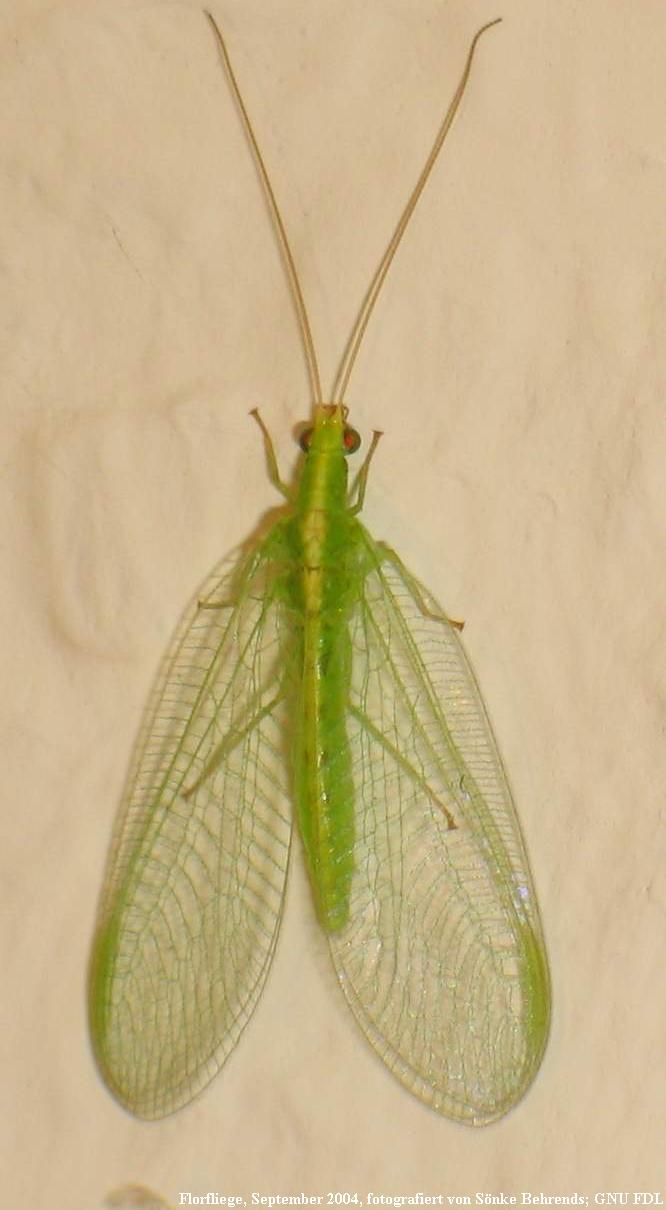